# Boetua
Boetua ist eine osttimoresische Siedlung im Suco Mauchiga (Verwaltungsamt Hatu-Builico, Gemeinde Ainaro).

## Geographie und Einrichtungen
Das Dorf liegt im Norden der Aldeia Mauchiga, auf einer Meereshöhe von 1025 m. Südlich fließt der Fluss Belulik. Das Gebiet nördlich des Flusses gehörte noch bis 2015 zum Suco Mulo. Westlich von Boetua liegen die Siedlungen Karaulun und Ernaro. Eine Straße verbindet die Orte mit dem Nachbardorf Dare (Suco Mulo) weiter im Westen, wo sie auf die Überlandstraße von Ainaro nach Dili trifft. Über sie gelangt man in das nördliche Nachbardorf Tatiri Baru (Suco Mulo). Eine Brücke über den Belulik in Boetua führt in das Dorf Mauchiga.
In Boetua befindet sich die Grundschule Ernaro/Boetua.